# シュヴァルツェンベルク法
シュヴァルツェンベルク法（Lex Schwarzenberg）は、1947年7月10日にチェコスロバキア議会を通過した法律。法律番号は1947年法律第143号。チェコスロバキア政府による、国内最大の個人土地所有者家族の1つシュヴァルツェンベルク家の所領の不当な没収を合法化する目的で制定された。

## 経緯
シュヴァルツェンベルク家のボヘミア王冠領内における土地所有は15世紀にさかのぼるが、当初はその土地の規模はわずかなものであった。しかし同家は17世紀より旧チェコスロバキア領にあたる地域において、農地森林のみならず、沼沢地、工場、城・宮殿などの不動産、美術品や古文書のコレクションなど莫大な財産を所有するようになった。一族は南ドイツのフランケン地方やオーストリアにも土地を所有していたが、同家の経済的・社会的基盤の中心は、1918年にチェコスロバキアが誕生するまでの300年にわたり、常にボヘミア王国に置かれていた。この300年間におけるシュヴァルツェンベルク家の経済的、社会的、文化的貢献（シュヴァルツェンベルク運河の建設は有名な例である）は、現在の南ボヘミア州一帯の発展に重要な役割を果たした。
チェコスロバキアにおけるシュヴァルツェンベルク家領の最後の正統な所有者は、アドルフ・ツー・シュヴァルツェンベルクであった。アドルフはドイツのナチ党政府の野心に対して反対し続け、1940年にハインリヒ・ヒムラーの個人的な指令を受けたゲシュタポにより、シュヴァルツェンベルク家の全財産は没収された。アドルフと妻のイルダ（ルクセンブルク女大公シャルロットの妹）はアメリカ合衆国に亡命した。アドルフの従弟で養子のハインリヒ・ツー・シュヴァルツェンベルク（1903年 - 1965年）が、国外に逃れたアドルフから家長代行を委任されたが、彼は逮捕されてブーヘンヴァルト強制収容所に送られた。
シュヴァルツェンベルク家の人々はナチ党の支配に抵抗し、チェコスロバキア市民を名乗り続けた点で、ベネシュ布告によって財産没収や追放を受ける人々には当てはまらないはずであった。にもかかわらず、1947年のシュヴァルツェンベルク法は、ナチ党支配下のベーメン・メーレン保護領が（違法・不法な手段で）国有化したボヘミアの私有地を、そのままチェコスロバキア政府が引き継ぐという内容であった。1989年のビロード革命後、ハインリヒの遠戚で養子のカール・ツー・シュヴァルツェンベルクはチェコに帰国したものの、一族の居城であったフラウエンベルク城（現在はフルボカー・ナド・ヴルタヴォウ城(Schloss Hluboká nad Vltavou)）の返還請求を放棄している。